# دشانا باربر
دشانا باربر (به انگلیسی: Deshauna Barber) (زاده ۶ دسامبر ۱۹۸۹) مدل، نظامی و ملکه زیبایی اهل آمریکا است. و از سال ۲۰۱۱ عضو ارتش ایالات متحده آمریکا شد و در نیروی زمینی ارتش ایالات متحده مشغول به فعالیت است.
او در سال ۲۰۱۶ برنده ملکه زیبایی ایالات متحده آمریکا شد و به نمایندگی از آمریکا در مراسم دوشیزه جهان ۲۰۱۶ شرکت کرد و جز ۱۰ نفر برتر شد.